# District de garde d'Osaka
Le district de garde d'Osaka (大阪警備府, Osaka Keibifu) est une importante base navale de la marine impériale japonaise du centre du Japon durant la Seconde Guerre mondiale. Situé dans la seconde ville du Japon, le district était responsable de la garde de l'approche maritime de l'ancienne capitale de Kyoto, de la zone industrielle du Kansai, du port de Kobé et de la mer intérieure de Seto.

## Histoire
Les districts de garde (警備府, Keibifu) étaient des bases navales de second niveau, similaires aux districts navals (鎮守府) de premier niveau, avec des docks, des dépôts de carburant et généralement un chantier naval ou une école de formation. Ils étaient établis sur les couloirs maritimes stratégiques ou les villes portuaires importantes dans un but défensif. Dans le concept, un district de garde est similaire à celui des Sea Frontier (en) de la marine américaine. Le district maintenait une petite garnison de navires des forces de débarquement de la marine impériale japonaise (en) qui recevait directement ses ordres du commandant du district naval, et accueillait des détachements des nombreuses flottes assignées temporairement au district.
Osaka, ville portuaire stratégique qui accueille plusieurs chantiers navals, est initialement listée en tant que port de troisième rang, ou yokobu (要港部), sous le commandement du district naval de Kure. La base militaire elle-même est établie en 1939, mais n'existe guère plus que sur le papier car l'objectif était de former une structure administrative qui représenterait légalement la marine impériale japonaise dans la zone d'Osaka. Il n'y aucune structure élémentaire, ni chantiers de réparation, ni dépôt de carburant ou entrepôt, et la structure administrative devait utiliser les installations portuaires civiles pour accueillir les navires de guerre de passage. Le site est néanmoins élevé au statut de district de garde le 13 mars 1940.

## Ordre de bataille au moment de l'attaque de Pearl Harbor
- District de garde d'Osaka
- Groupe aérien de Komatsujima
  - 8 Nakajima E8N Dave
  - 8 Kawanishi E7K Alf
- Force de garde d'Osaka
- Division 32 de dragueurs de mines

## Liste des commandants

### Commandants officiers
- Vice-Amiral Masashi Kobayashi (20 novembre 1941 – 9 mars 1943)
- Vice-Amiral Kakusaburo Makita (9 mars 1943 – 1er avril 1944)
- Vice-Amiral Ichiro Ono (1er avril 1944 – 1er novembre 1944)
- Vice-Amiral Arata Oka (1er novembre 1944 – 30 novembre 1945)

### Chefs d'État-major
- Contre-Amiral Shinichi Torigoe (20 novembre 1941 – 13 août 1943)
- Contre-Amiral Bunjiro Yamaguchi (13 août 1943 – 26 février 1945)
- Contre-Amiral Akira Maysuzaki (26 février 1945 – 30 novembre 1945)